# 무하람 기관총
무하람 기관총(Muharram machine gun)은 이란이 독자개발한 12.7 mm 구경의 6배럴 개틀링 건이다.

## 역사
2014년 4월 18일, 이란 수도 테헤란에서 열린 군사 퍼레이드에서, 12.7 mm 구경 6배럴 개틀링 건인 무하람 기관총을 최초로 공개했다.
이란 공군은 개틀링기관포인 M61 벌컨을 사용하는 F-4, F-14 전투기를 보유중이다. GSh-6-23 개틀링포를 사용하는 Su-24도 보유하고 있다.

## 북한
2016년 6월 28일, 한국군 관계자는 서해 NLL의 북한 초계정에 미국 제너럴 일렉트릭이 개발한 구경 12.7mm 개틀링 기관총으로 추정되는 무기를 장착하고 있다고 말했다. 정부 관계자는 중동에서 수입한 거 같다고 말했다.
그러나 보도에서는 북한이 몇배럴 개틀링포를 초계함에 장착중인지는 밝히지 않았고, 제너럴 일렉트릭 12.7mm 개틀링포 같다고만 말하고 있다. 제너럴 일렉트릭 12.7mm 개틀링포는 3배럴 en:GAU-19가 있다.
한국 정부 관계자는 12.7 mm 개틀링포를 중동에서 수입한 거 같다고 말하는데, 북한과 무기거래가 잦은 이란이 2014년 독자개발한 12.7 mm 개틀링포를 전세계에 최초로 공개퍼레이드 했었다. 서방 규격의 12.7 mm 탄환을 사용하는 기관총을 2013년에 카피하는데 성공했다고 한다.

## 전 세계 6배럴 개틀링포
- M61 벌컨,  미국, 1959년, 20 mm
- GSh-6-23,  러시아, 23 mm
- GSh-6-30,  러시아, 30 mm
- M134 미니건,  미국, 1960년, 7.62 mm, 최대사거리 1,000 m
- Akhgar,  이란, 7.62 mm
- Muharram,  이란, 2013년, 12.7 mm

## 제원
- 제작자: 이란
- 구경: 12.7 mm
- 총열: 6개
- 유형: 개틀링포
- 발사속도: 분당 2,500발
- 유효사거리: 2,000 m
- 최대사거리: 5,000 m

## 같이 보기
- 무하람